# 甘い結婚
『甘い結婚』（あまいけっこん）は、1998年1月8日より3月19日まで毎週木曜日22:00 - 22:54に、フジテレビ系列の「木曜劇場」枠で放送されていた日本のテレビドラマ。主演は木梨憲武と財前直見。

## ストーリー
中堅出版社で営業課長を務める唯野喜太郎は、多忙のあまり妻や息子を省みる余裕がなく、妻の麻子は、そんな生活に孤独や虚しさを感じ、趣味である小説を執筆することで気を紛らせていた。高校の同窓会に出席し、かつての友人で、やり手の女弁護士として活躍している南を羨んだ麻子は、すれ違いがちな夫婦生活を相談。南から、「幸せなふりをするくらいなら、離婚すればいい。」と言われ、戸惑う。そして、タクシーを拾い、帰宅しようとしたところ、酔っていたため、車にはねられそうになる。

## キャスト
唯野家
- 唯野喜太郎〈36〉 - 木梨憲武

- 九十九書房営業部勤務。かつては編集部勤務だったが3年前に異動。家庭より仕事を優先し、特に不満は持たず、普通に仕事をこなす。我が家は平和だと思い込んでいる。　

- 唯野麻子〈30〉 - 財前直見

- 6年前まで九十九書房編集部に勤務、喜太郎の同僚だったが、結婚を機に退社。今の生活や夫に不満は無いものの、どこか満たされないようなものを感じている。

- 唯野喜一〈6〉 - 安達心平

立花家
- 立花大介〈36〉 - 生瀬勝久
- 立花小百合〈37〉 - 美保純

林家
- 林薫〈24〉 - 椋木美羽
- 林芳枝〈57〉 - 小林千登勢
- 林栄作〈59〉 - 財津一郎

桜木家
- 桜木朋哉〈28〉 - 田辺誠一

- 九十九書房社長の息子。おごるような面が無く、一方でしっかりした経営理念を持っている。

- 桜木英一郎〈60〉 - 勝部演之

- 九十九書房社長。

その他
- 倉沢南〈30〉 - 高島礼子

- 弁護士で、麻子とは高校時代のクラスメイト。麻子にとって心の支えになっている。既婚者だったが、自分の仕事を優先させたのが元で離婚。男、そして家族というものの存在にやや否定的な考えを持っている。

- 小川ハルコ〈18〉 - 山口紗弥加
- 浅葉亮〈45〉 - 内藤剛志

- 九十九書房営業部部長。営業一筋の叩き上げ。仕事には厳しいが、思いやり深い。

（出典：）

## スタッフ
- 企画 - 和田行
- 脚本 - 中谷まゆみ、楠本ひろみ
- 音楽 - アンドレ・ギャニオン
- 演出 - 村上正典、加門幾生
- 主題歌 - Every Little Thing「Time goes by」
- 挿入歌 - infix「STILL ALONE」
- プロデュース - 稲田秀樹
- 制作 - フジテレビ、共同テレビ

## 放送日程
| 各話                                                       | 放送日        | サブタイトル             | 脚本                  | 監督     | 視聴率 |
| ---------------------------------------------------------- | ------------- | ------------------------ | --------------------- | -------- | ------ |
| 第1話                                                      | 1998年1月08日 | 棄てられた夫             | 中谷まゆみ 楠本ひろみ | 村上正典 | 18.8%  |
| 第2話                                                      | 1998年1月15日 | 妻へのプロポーズ         | 楠本ひろみ            | 加門幾生 | 15.5%  |
| 第3話                                                      | 1998年1月22日 | 夫の言い分妻の言い分     | 楠本ひろみ            | 村上正典 | 13.4%  |
| 第4話                                                      | 1998年1月29日 | 別れの理由を口にするとき | 楠本ひろみ            | 加門幾生 |        |
| 第5話                                                      | 1998年2月05日 | 夫の決断・妻への誘惑     | 楠本ひろみ            | 村上正典 | 12.3%  |
| 第6話                                                      | 1998年2月12日 | 最後の話し合い           | 楠本ひろみ            | 加門幾生 | 13.9%  |
| 第7話                                                      | 1998年2月19日 | さよなら麻子…家族崩壊    | 楠本ひろみ            | 村上正典 | 11.9%  |
| 第8話                                                      | 1998年2月26日 | 妻が女に変わる時         | 楠本ひろみ            | 加門幾生 | 15.0%  |
| 第9話                                                      | 1998年3月05日 | 夫婦の運命を変えた夜     | 楠本ひろみ            | 村上正典 | 13.9%  |
| 第10話                                                     | 1998年3月12日 | それぞれの再出発         | 楠本ひろみ            | 加門幾生 | 13.1%  |
| 最終話                                                     | 1998年3月19日 | 家族崩壊の果てに         | 楠本ひろみ            | 村上正典 | 16.8%  |
| 平均視聴率 14.6%（視聴率は関東地区・ビデオリサーチ社調べ） |               |                          |                       |          |        |